# روبرت نيل
روبرت نيل (20 يناير 1864 في المملكة المتحدة - 27 أغسطس 1930) (بالإنجليزية: Robert Neill)‏ هو لاعب كريكت نيوزلندي. لعب مع فريق أوكلاند للكريكت ‏.

## وصلات خارجية
- روبرت نيل على موقع إي آس بي آن كريك إنفو (الإنجليزية)